# Safiye Sultan (madre di Mehmed III)
Safiye Sultan (turco ottomano: صفیه سلطان, lett. "purezza"; Albania, circa 1550 – Costantinopoli, dopo il 1619) è stata la favorita e Haseki Sultan del sultano ottomano Murad III. Inoltre fu Valide Sultan dell'Impero ottomano come madre di Mehmed III e nonna dei sultani Ahmed I e Mustafa I. Safiye inoltre fu una delle figure eminenti durante l'era conosciuta come Sultanato delle donne. Visse nell'Impero ottomano come cortigiana durante il regno di sette sultani: Solimano il Magnifico, Selim II, Murad III, Mehmed III, Ahmed I, Mustafa I e Osman II.

## Biografia
L'identità di Safiye è stata spesso confusa con quella della suocera veneziana, Nurbanu, arrivando a credere che anche Safiye fosse una discendente veneziana, o anche una parente di Nurbanu Sultan. In realtà, secondo fonti veneziane, Safiye era di origine albanese, nata nelle montagne di Dukagjin. Il suo nome originale era Sofia.
Nel 1563, all'età di 13 anni, fu presentata come schiava al futuro Murad III dalla cugina di lui Hümaşah Sultan, nipote di Solimano il Magnifico e di Hurrem Sultan, figlia del loro defunto figlio Şehzade Mehmed, fratello maggiore del padre di Murad. Ricevuto il nome Safiye, divenne una concubina di Murad (figlio maggiore del Sultano Selim II). Il 26 maggio 1566, diede alla luce il figlio di Murad, il futuro Mehmet III, lo stesso anno in cui Solimano il Magnifico morì e Murad divenne erede al trono come unico figlio del nuovo sultano, Selim II (figlio di Solimano e Hürrem Sultan).

## Haseki Sultan

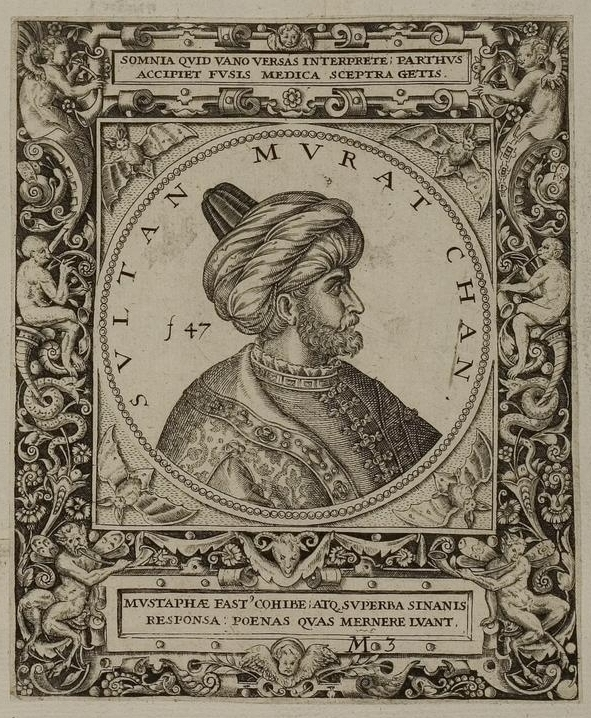
Murad III, 12º Sultano dell'Impero ottomano, di cui Safiye Sultan era la concubina

Selim II morì nel 1574 e Murad divenne il nuovo sultano. Safiye e i suoi figli viaggiarono immediatamente alla capitale insieme a Murad. Appena arrivò a Istanbul, Safiye immediatamente ricevette il titolo di Haseki e un salario di 800 akçe al giorno. Tuttavia, la sua nuova vita a Istanbul significò anche che Nurbanu, profondamente amata e venerata da Murad, avrebbe fatto parte delle loro vite. Per i primi anni, anche se vi erano tensioni nell'harem, non ci fu un litigio pubblico tra le due donne. Tuttavia, Safiye cercò di guadagnare il potere politico, che era una mossa completamente logica come madre di principi. Tuttavia, la Nurbanu non apprezzava le aspirazioni nella vita politica di sua nuora, né il suo tentativo di influenzare il Sultano Murad, perché Safiye minacciava la sua supremazia sulla famiglia e il suo controllo su Murad, e attraverso lui, sull'Impero.
Safiye era stata l'unica concubina di Murad prima della sua ascesa al trono, e continuò ad avere una relazione monogama con lei per diversi anni nel suo sultanato. Sua madre Nurbanu lo avvisò di prendere altre concubine per il bene della dinastia, la quale nel 1581 aveva solo un erede, Mehmet, figlio di Murad e Safiye. Nel 1583, Nurbanu accusò Safiye di usare la stregoneria per rendere Murad impotente e lo consiglio di prendere nuove concubine. Il risultato fu l'imprigionamento, l'esilio, la tortura e l'esecuzione della ristretta cerchia di amiche e servitori di Safiye. Offeso, dalla sua mascolinità - che tendeva a credere alla magia, astrologia o seriamente ci credette - alla fine, all'inizio del 1583 (o anche nel 1582), bandì Safiye nel Vecchio Palazzo. La sorella di Murad, Ismihan gli presentò due bellissime concubine, che lui accettò. Curato dalla sua impotenza, divenne padre di 20 figli e 27 figlie.
I rapporti veneziani indicano che dopo l'amarezza iniziale, Safiye mantenne la sua dignità e non mostrò gelosia verso le concubine di Murad. Lei ebbe molto di più da lui, guadagnando la gratitudine del Sultano, mentre questi continuò a stimarla e consultarla su questioni politiche, specialmente dopo la morte di Nurbanu. Durante gli ultimi anni di Murad, Safiye ritornò ad essere la sua unica compagnia. Tuttavia, è improbabile che divenne sua moglie legale — benché lo storico ottomano Mustafa Ali si riferisce a lei come tale, ciò è contraddetto dai rapporti degli ambasciatori veneziani e inglesi.
Dopo la morte di Nurbanu e il suo ritorno al palazzo Topkapı, Safiye, forse rimasta delusa da Murad, fu interessata solo nell'acquisire potere. Lei era influente come Haseki, un grado conferitole meno di un anno dopo l'ascesa al trono di Murad. Giovanni Morò riportò nel 1590 Con l'autorità che lei {Safiye} gode come madre del principe, interviene in occasioni di affari di stato, benché lei sia molto rispettata in questo, e ascoltata da Sua Maestà, che considera la sua sensibilità e saggezza. Fu durante questo periodo che Safiye inoltre costruì la sua fitta rete di relazioni e iniziò ad immergersi in ogni angolo della politica.
Per quanto Safiye odiasse sua suocera, continuò la sua politica pro-Venezia. Scambiava apertamente con Murad le politiche per il bene degli interessi di Venezia come Haseki. Sebbene fu capace di influenzare il sultano in molti modi, non riuscì a maneggiare sempre gli eventi secondo il suo desiderio. Così, per esempio, nel 1593 cercò di convincere Murad in favore dell'ambasciatore inglese che lei aveva favorito. Tuttavia, Murad non l'ascoltò, rifiutando immediatamente l'offerta di sua madre. Così, sebbene il suo potere e la sua influenza crebbero durante il regno di Murad e guadagnò interessi e desideri, il Sultano le impose seri limiti.

## Discendenza
La maggioranza degli storici ritiene che Safiye Sultan sia stata l'unica concubina di Murad III per più di quindici anni, fra il 1563 e il 1580.
Da Murad, Safiye ebbe almeno sei figli, tre maschi e tre femmine:
- Hümaşah Sultan (Manisa, 1564? - Costantinopoli, 1648 ca.). Chiamata anche Hüma Sultan.
- Ayşe Sultan (Manisa, 1565 - Costantinopoli, 15 maggio 1605).
- Mehmed III (Manisa, 26 maggio 1566 - Costantinopoli, 22 dicembre 1603). Sultano ottomano dopo suo padre.
- Şehzade Selim (Manisa, 1567 - 25 maggio 1577). Morto bambino.
- Şehzade Mahmud (Manisa, 1568 - prima del 1580). Morto bambino.
- Fatma Sultan (Manisa, 1573 - Costantinopoli, 1620).

Inoltre era probabilmente, ma non certamente, anche la madre di:
- Mihrimah Sultan (Manisa, 1578/1579? - Costantinopoli, dopo il 1625).
- Fahriye Sultan (Costantinopoli, ? - Costantinopoli, 1656). Chiamata anche Fahri Sultan, potrebbe essere una figlia di Safiye e Murad nata dopo il ritorno a Palazzo Topkapi di Safiye dall'esilio a Palazzo Vecchio. Nel 1604 sposò Cuhadar Ahmed Pasha, governor di Mosul, e rimase vedova nel 1618. Nel 1618 sposò Sofu Bayram Pascià, governatore della Bosnia, e rimase vedova nel 1632. Sposò infine con Deli Dilaver Pasha. Non ebbe figli noti. Riceveva uno stipendio di 430 aspri al giorno. In un'occasione, si rivolse al gran visir per protestare contro l'ambasciata di Ragusa, che aveva trascurato di offrirle doni come al solito e si rifiutava di rimediare.

Oltre a questi, un millantatore europeo, Alessandro del Montenegro, dichiarò di essere il figlio perduto di Murad III e Safiye Sultan, presentandosi con il nome di Şehzade Yahya e reclamando il trono per questo. Le sue affermazioni non furono mai provate e appaiono a dir poco dubbie.

## Valide Sultan e co-reggenza

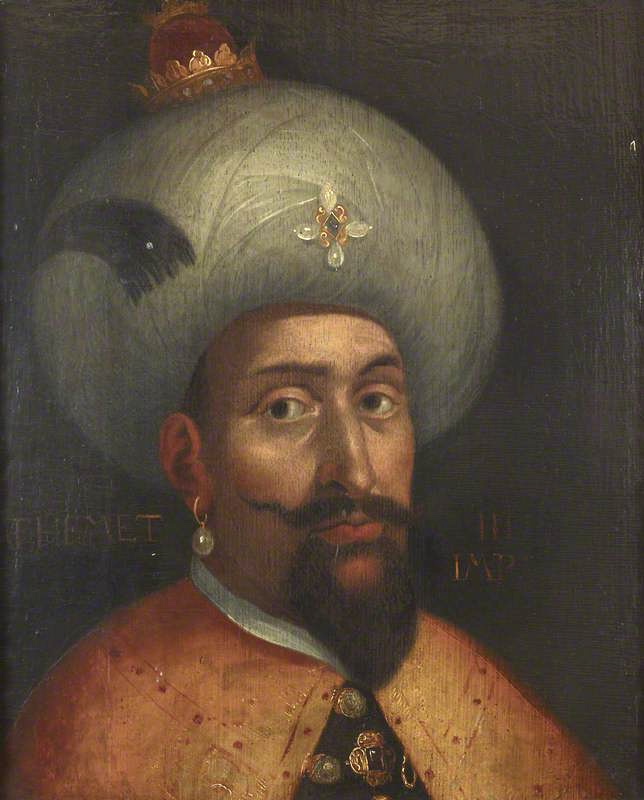
Il sultano ottomano Mehmed III, che rese Safiye Valide Sultan dal 1595 al 1603.

Quando Murad morì nel 1595, Safiye aiutò suo figlio Mehmed a succedere come sultano, e lei divenne Valide Sultan — una delle più potenti nella storia ottomana. Quando lei divenne Valide Sultan nel 1595, divenne molto più attiva negli affari interni ed esterni. Fino alla morte di suo figlio nel 1603, le politiche ottomane erano determinate da una parte formata da lei e da Gazanfer Ağa, capo degli eunuchi bianchi e capo dell'endurun (palazzo interno imperiale). Dovette gestire gravi lotte interne e lotte con l'esercito invece di suo figlio. Diede denaro per le spese di guerra dal suo conto personale per supportare suo figlio.
Safiye riuscì ad ottenere l'indennità più alta per se stessa come Valide Sultan. Eventualmente godette di un enorme stipendio di 3000 aspri al giorno durante la parte finale del regno di suo figlio. Quando Mehmed III andò alla campagna di Eger in Ungheria nel 1596, diede a sua madre grande potere sull'impero, lasciando in carico il tesoro. Durante la sua regola provvisoria lei persuase suo figlio a revocare un incarico politico nel giudizio di Istanbul e riassegnò il gran visirato a Damat Ibrahim Pasha, suo genero. Durante i nove anni di regno di suo figlio fu inoltre accusata di corruzione nel suo governo e di posizione importante e lucrative nell'alto numero dei prezzi.
La più grande crisi che Safiye dovette affrontare come Valide Sultan derivava dalla sua dipendente Kira, Esperanza Malchi. Un Kira era una donna non musulmana (tipicamente ebrea), che agiva da intermediario tra le donne appartate dell'harem e il mondo esterno, che serviva come un agente d'affari e segretaria. Nel 1600, la cavalleria imperiale, si ribellò all'influenza di Malchi e di suo figlio, che aveva accumulato oltre 50 milioni di Asperi di ricchezza. Safiye è stata ritenuta responsabile per questo e Malchi e suo figlio furono uccisi dall'ira dei soldati.
Safiye è stata determinante nell'esecuzione di suo nipote Mahmud nel 1603, dopo aver intercettato un messaggio inviato alla madre da una veggente religiosa, che predisse che Mehmed III sarebbe morto in sei mesi e gli sarebbe succeduto il figlio. Il sultano, sospettando un complotto e geloso della popolarità di suo figlio, lo aveva strangolato.
A Mehmed III succedette il figlio Ahmed I nel 1603. Una delle sue prime decisioni importanti è stato quello di privare la nonna del potere e venne bandita al Palazzo Vecchio, il 9 gennaio 1604.

## Opere
Fu la promotrice della costruzione della Moschea Yeni Valide

## Morte
Safiye Sultan dopo aprile 1619, durante il regno di Mustafa I o Murad IV. È stata sepolta nel Mausoleo di Murad III, Basilica di Santa Sofia.

## Nella cultura di massa
Nel 2015 serie tv Il secolo magnifico: Kösem, Safiye Sultan è interpretata dall'attrice turca Hülya Avşar.